# Kaija Parve
Kaija Parve-Helinurm née le 14 juin 1964 à Tallinn est une biathlète estonienne qui a concouru pour l'URSS. Kaija Parve est la biathlète estonienne la plus titrée de l'histoire avec 7 médailles d'or aux Championnats du monde.

## Biographie
À l'origine Parve est une fondeuse, commençant ce sport en 1971 au Nõmme SK. Elle devient biathlète, lorsque l'opportunité de participer aux premiers championnats du monde féminins en 1984 se présente.
Kaija Parve remporte cinq titres de championne du monde de relais avec l'URSS de 1984, où elle est quatrième de l'individuel pour ses débuts à 1988, qui est invaincue jusqu'à sa dissolution. Elle est deux fois sacrée individuellement (individuel en 1985 et sprint en 1986) et deux fois médaillée d'argent (sprint en 1985 et individuel en 1987). En 1985, elle se classe troisième de la Coupe d'Europe, ancêtre de la Coupe du monde féminine. Cela mène à la considérer comme la meilleure sportive estonienne du vingtième siècle.
En 1988, l'année de ses derniers succès, elle prend sa retraite sportive à 24 ans, après la naissance de sa première fille. Depuis 1990, elle porte le nom d'Helinurm après son mariage.
Elle occupe aujourd'hui des fonctions de conseillère à la Fédération estonienne de biathlon.
Sa fille Ulla-Maaarit est aussi biathlète.

## Palmarès

### Championnats du monde
| Épreuve    | 1984 à Chamonix | 1985 à Egg am Etzel | 1986 à Falun | 1987 à Lahti | 1988 à Chamonix |
| ---------- | --------------- | ------------------- | ------------ | ------------ | --------------- |
| Individuel | 4e              | 1                   | 13e          | 2            | 18e             |
| Sprint     | 7e              | 2                   | 1            | 4e           | 12e             |
| Relais     | 1               | 1                   | 1            | 1            | 1               |

### Coupe d'Europe
- Meilleur classement général : 3e en 1985.

## Distinctions
- Sportive estonienne de l'année en 1985 et 1986[1].